# Konstantyn (Lublin)
Konstantyn (prononciation [kɔnsˈtantɨn]) est un village de la gmina de Hanna, du powiat de Włodawa, dans la voïvodie de Lublin, situé dans l'est de la Pologne.
Il se situe à environ 11 kilomètres au sud-ouest de Hanna (siège de la gmina), 13 kilomètres au nord-ouest de Włodawa (siège du powiat) et 74 kilomètres au nord-est de Lublin (capitale de la voïvodie).

## Administration
De 1975 à 1998, le village est attaché administrativement à l'ancienne voïvodie de Biała Podlaska.

Depuis 1999, il fait partie de la nouvelle voïvodie de Lublin.